# Widok morza w Scheveningen
Widok morza w Scheveningen (hol. Zeegezicht bij Scheveningen), znany też (w literaturze anglojęzycznej) pod tytułem Plaża w Scheveningen w burzową pogodę (Beach in Scheveningen in Stormy Weather) – obraz olejny Vincenta van Gogha namalowany w sierpniu 1882 roku podczas pobytu w Scheveningen. Płótno znajduje się w zbiorach Muzeum Vincenta van Gogha. Nr kat.: F 4, JH 187. 
Obraz ten jest jednym z dwóch morskich pejzaży, malowanych przez van Gogha podczas pobytu w Holandii. Ten drugi, to namalowany w tym samym czasie Plaża w Scheveningen przy dobrej pogodzie (Beach at Scheveningen in Calm Weather), znajdujący się w zbiorach Minnesota Marine Art Museum w Winona.

## Okoliczności powstania obrazu
Pod koniec listopada 1881 van Gogh przyjechał do Hagi, gdzie zatrzymał się u swego kuzyna, malarza Antona Mauve. Jeszcze w tym samym miesiącu namalował pod jego okiem swoje dwa pierwsze obrazy olejne. Po krótkiej wizycie w Etten pod koniec tego samego roku ponownie przyjechał do Hagi. I tym razem zatrzymał się u Antona Mauve, który uczył go zarówno malarstwa olejnego, jak i akwarel, pożyczył mu też pieniądze na zorganizowanie atelier, które van Gogh zaczął wynajmować od 1 stycznia 1882 roku.
Na zamówienie wuja Cornelisa, marszanda z Amsterdamu namalował 12 widoków Hagi, otrzymując za nie niewielką zapłatę. Jego zainteresowanie wzbudziły obrzeża Hagi, strefy przejściowej, która nie była ani miastem, ani wsią, gdzie światło było bledsze, powietrze świeższe, tematyka bardziej beztroska, a nastrój jeszcze nie przesiąknięty melancholią obszarów wiejskich. Latem 1882 roku dzięki kilku studiom malarskim w plenerze odkrył, ku swemu zdziwieniu, że ma naturalny zmysł koloru. Wybierając motyw z najsłynniejszego dzieła szkoły haskiej, Panoramy Hendrika Willema Mesdaga z 1881 roku, przedstawiającego rozległy widok wioski rybackiej Scheveningen, ustawił swoją ramkę perspektywiczną na wydmach i namalował niewielki obraz, znany jako Plaża w Scheveningen w burzową pogodę. 
Malowanie obrazu i towarzyszące mu warunki pogodowe opisał w liście do brata Theo. Przez cały tydzień, kiedy przychodził do Scheveningen, pogoda była wietrzna, deszczowa i burzowa. Mimo to zdołał namalować dwa niewielkie pejzaże morskie. Gdy malował drugi z nich, rozpętała się burza, a fale morskie podeszły bardzo blisko wydm. Gruby podkład obrazu został całkowicie pokryty grubą warstwą piasku, który naniósł wiatr. Wiatr był tak silny, że artysta ledwo mógł utrzymać się na nogach, a niesione przez wiatr chmury piasku utrudniały mu widoczność. Wiedział, że w obliczu ulewy nie będzie w stanie skończyć obrazu na miejscu, więc w pośpiechu naszkicował podstawowe linie i barwy swojej kompozycji. W pobliskiej, małej gospodzie za wydmami usunął piasek zeskrobując go z płótna, po czym malował obraz ponownie. Potem udał się na plażę, by jeszcze raz porównać widok. „Mam w końcu kilka pamiątek” – donosił bratu.

## Opis obrazu
Obraz przedstawia plażę za wydmami. Rząd piaszczystych wydm na pierwszym planie ukazany został w żółto-pomarańczowych tonacjach wysuszonej słońcem trawy. Niebo ponad linią horyzontu pokrywają ciemne chmury, ciągnące nad wzburzonym morzem. Wydmy wydają się być odbiciem ciężkich, szarych chmur. Wzburzone morze, oddane w zielonkawo-szarej tonacji, oddziela ląd od nieba. Rzędy spienionych fal, niesione wiatrem, nadciągają jedne za drugimi, zalewając część plaży. Dla oddania ich dynamiki artysta wyciskał farbę z tuby wprost na płótno. Na morzu widoczna jest ciemna łódź żaglowa, osiadła na mieliźnie. Gapie stojący na plaży, wśród nich kobiety, obserwują wysiłki ludzi usiłujących wypchnąć zalewaną falami łódź na brzeg. Tuż na granicy między plażą a wodą czekają dwaj mężczyźni z wozem zaprzęgniętym w dwa konie, przygotowanym aby wyciągnąć łódź, do której przeciągnięto w tym celu linę. Pomimo pochmurnego nieba pejzaż morski ma pewną poświatę. Miękkie, żółte światło odbija się od białej piany potężnych fal. Żaglówki rybackie, grupa kobiet oraz czekający zaprzęg zostały poddane dramatycznemu efektowi pędzących obłoków i wzburzonego morza, namalowanego gwałtownymi ruchami pędzla. Sposób malowania i kolorystyka, choć czasem nieporadne, wskazują już na późniejsze użycie przez van Gogha faktury malarskiej i zróżnicowanych powierzchni dla oddania gwałtowności i dynamizmu natury.

## Kradzież obrazu i jego odnalezienie
W 2002 roku obraz, razem z innym, Kongregacja opuszczająca kościół reformowany w Nuenen, został skradziony z Muzeum Vincenta van Gogha. Jeden z mężczyzn skazanych za kradzież, Octave Durham, ujawnił, że w rzeczywistości szukał bardziej znanych obrazów artysty, ale je trudniej było ukraść. Oba obrazy zostały ostatecznie sprzedane Raffaele Imperiale, mafioso prowadzącego w tym czasie kawiarnię w Amsterdamie. Zapłacił on za nie około 350 tysięcy euro. W styczniu 2016 roku Imperiale został wraz z kilku podejrzanymi marszandami aresztowany przez włoską policję, a oba obrazy znaleziono we wrześniu tego samego roku we Włoszech w jednym z domów nadmorskiego miasteczka Castellammare di Stabia, leżącego niedaleko Pompejów.

Myślę, że to jeden z najbardziej radosnych dni w mojej karierze